# Вайтфіш-Бей (Вісконсин)
Вайтфіш-Бей (англ. Whitefish Bay) — селище (англ. village) в США, в окрузі Мілвокі штату Вісконсин. Населення — 14 954 особи (2020).

## Географія
Вайтфіш-Бей розташований за координатами 43°6′48″ пн. ш. 87°54′2″ зх. д. / 43.11333° пн. ш. 87.90056° зх. д. (43.113251, -87.900554).  За даними Бюро перепису населення США в 2010 році селище мало площу 5,50 км², уся площа — суходіл.

## Демографія
Згідно з переписом 2010 року, у селищі мешкало 14 110 осіб у 5355 домогосподарствах у складі 3944 родин. Густота населення становила 2564 особи/км².  Було 5553 помешкання (1009/км²).
Расовий склад населення:
| - 91,9 % — білих - 3,7 % — азіатів - 1,9 % — чорних або афроамериканців - 0,1 % — корінних американців |

До двох чи більше рас належало 1,9 %. Частка іспаномовних становила 2,8 % від усіх жителів.
За віковим діапазоном населення розподілялося таким чином: 29,6 % — особи молодші 18 років, 59,8 % — особи у віці 18—64 років, 10,6 % — особи у віці 65 років та старші. Медіана віку мешканця становила 39,6 року. На 100 осіб жіночої статі у селищі припадало 92,6 чоловіків;  на 100 жінок у віці від 18 років та старших — 89,0 чоловіків також старших 18 років.
Середній дохід на одне домашнє господарство  становив 144 948 доларів США (медіана — 102 933), а середній дохід на одну сім'ю — 171 933 долари (медіана — 126 200). Медіана доходів становила 90 374 долари для чоловіків та 64 325 доларів для жінок. За межею бідності перебувало 4,2 % осіб, у тому числі 5,0 % дітей у віці до 18 років та 2,7 % осіб у віці 65 років та старших.
Цивільне працевлаштоване населення становило 6902 особи. Основні галузі зайнятості: освіта, охорона здоров'я та соціальна допомога — 27,1 %, науковці, спеціалісти, менеджери — 14,8 %, фінанси, страхування та нерухомість — 14,6 %.